# Gilly
Gilly (toponimo francese) è un comune svizzero di 1 235 abitanti del Canton Vaud, nel distretto di Nyon.

## Monumenti e luoghi d'interesse

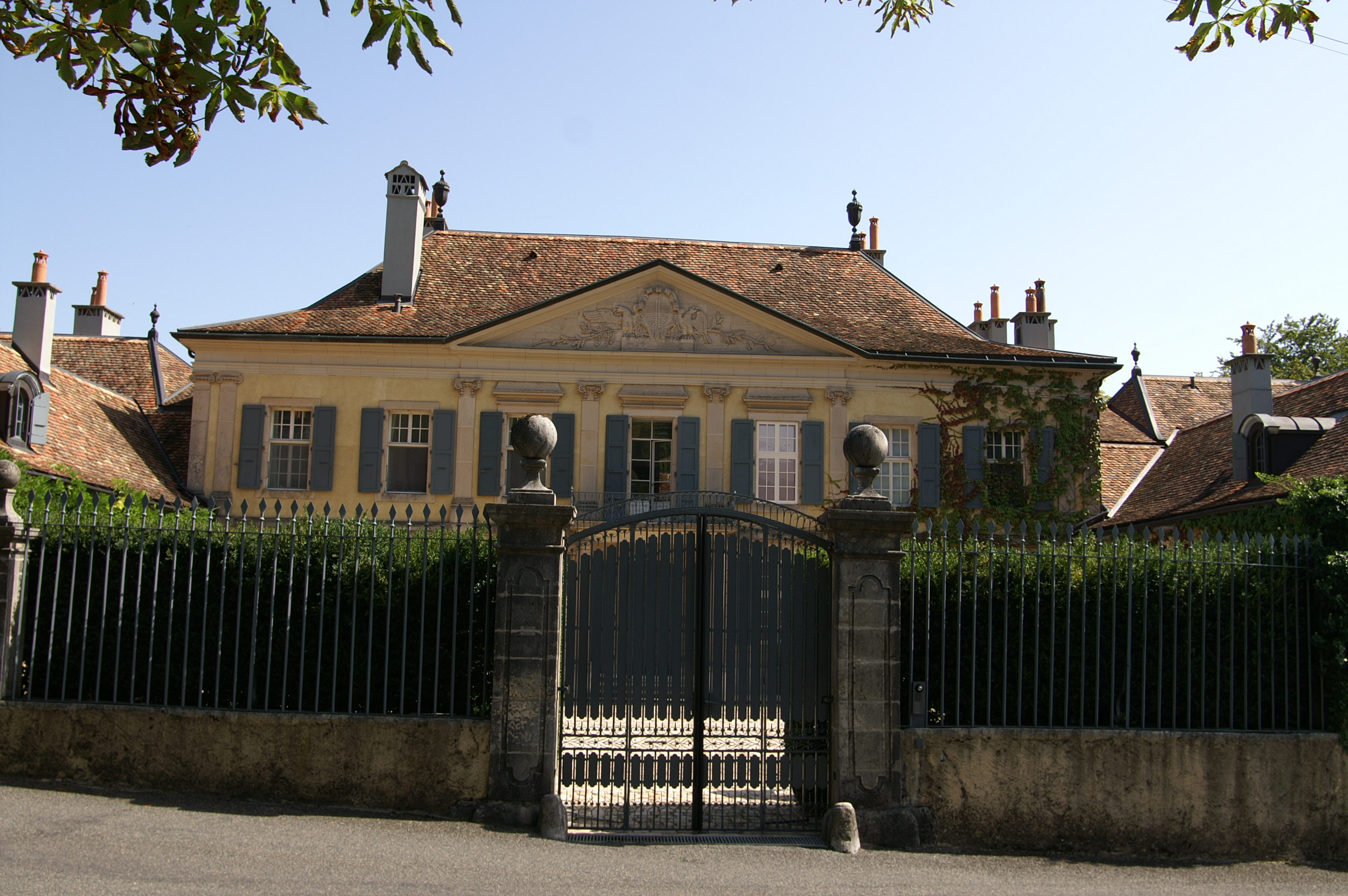
Il castello di Vincy

- Chiesa riformata, eretta nel XIII secolo e ricostruita nel 1883[1];
- Castello di Vincy.

## Società

### Evoluzione demografica
L'evoluzione demografica è riportata nella seguente tabella:
Abitanti censiti

## Infrastrutture e trasporti
Gilly è servito dall'omonima stazione, capolinea della ferrovia Gilly-Bursinel.

## Amministrazione
Ogni famiglia originaria del luogo fa parte del cosiddetto comune patriziale e ha la responsabilità della manutenzione di ogni bene ricadente all'interno dei confini del comune.